# Чёрный блок (Египет)
Чёрный блок — радикальная антиправительственная группировка в Египте, заявившая о себе в начале 2013 года. Самоназвание отсылает к европейской леворадикальной тактике Чёрный блок. Египетский «черный блок» является инициатором волнений, часто переходящих в беспорядки, и направленных против растущего влияния братьев-мусульман. Координацию они осуществляют через социальные сети. Требования «черного блока» — справедливость и месть. Власти Египта считают эту организацию экстремистской и даже террористической.